# Factotum
Il termine latino factotum è composto dalle parole fac e totum che, tradotto letteralmente, significano fa' tutto.
Si dice di una persona che svolge mansioni eterogenee e risolve prontamente problemi pratici. In senso generale è colui che, anche in ambito aziendale, è pronto a svolgere compiti non strettamente definiti ma la cui necessità si manifesta sul momento. Di solito il "factotum" è tale in forza di un rapporto di fiducia con una persona importante o all'interno di una comunità.
Il termine può avere anche accezione negativa quando viene usato come sinonimo di "faccendiere", indicando un losco figuro che vive organizzando intrallazzi e affari poco chiari prevalentemente per conto di terzi.

## Cultura
- Famosa è la cavatina di Figaro nel Barbiere di Siviglia di Rossini "Largo al factotum", in cui il protagonista dice di essere desiderato da tutti ("Tutti mi chiedono, tutti mi vogliono, / donne, ragazzi, vecchi, fanciulle / ... / Pronto prontissimo son come il fulmine: / sono il factotum della città").
- Anche Manzoni ne I Promessi Sposi (capitolo XVII) fa dire a Bortolo, quando Renzo gli si presenta nel filatoio dopo i "fatti di Milano": E, a dirtela, .... senza vantarmi: lui il capitale, e io quella poca abilità. Sono il primo lavorante, sai? E poi, a dirtela, sono il factotum.
- Factotum è anche il titolo di un romanzo del 1975 scritto da Charles Bukowski.
- Factotum è un film del 2005 diretto da Bent Hamer, basato sul romanzo omonimo di Charles Bukowski, presentato nella sezione Quinzaine des Réalisateurs al Festival di Cannes 2005.
- Factotum inoltre è anche un brano del rapper Rancore. Brano appartenente al suo ultimo EP denominato Sunshine, in cui oltretutto cita persino il Barbiere di Siviglia di Rossini nel suo ritornello, recitando: "Tutti li cercano, tutti li vogliono, sono i factotum della città". Lapalissiano verso rivisitato della nota opera teatrale.